# II Траверза Чивита Ф. Норд (Фрозиноне)
II Траверза Чивита Ф. Норд је насеље у Италији у округу Фрозиноне, региону Лацио.
Према процени из 2011. у насељу је живело 92 становника. Насеље се налази на надморској висини од 97 м.